# Gurdaspur
Gurdaspur è una città dell'India di 67 455 abitanti, capoluogo del distretto di Gurdaspur, nello stato federato del Punjab. In base al numero di abitanti la città rientra nella classe II (da 50 000 a 99 999 persone).

## Geografia fisica
La città è situata a 32° 1' 60 N e 75° 31' 0 E e ha un'altitudine di 241 m s.l.m.

## Società

### Evoluzione demografica
Al censimento del 2001 la popolazione di Gurdaspur assommava a 67 455 persone, delle quali 35 820 maschi e 31 635 femmine. I bambini di età inferiore o uguale ai sei anni assommavano a 6 997, dei quali 4 083 maschi e 2 914 femmine. Infine, coloro che erano in grado di saper almeno leggere e scrivere erano 52 414, dei quali 28 753 maschi e 23 661 femmine.